# Rio Tucuruí
Rio Tucuruí är ett vattendrag i Brasilien.   Det ligger i delstaten Pará, i den centrala delen av landet, 1 500 km norr om huvudstaden Brasília.
Omgivningarna runt Rio Tucuruí är huvudsakligen savann. Runt Rio Tucuruí är det mycket glesbefolkat, med 3 invånare per kvadratkilometer.